# Psolus diomedeae
Psolus diomedeae is een zeekomkommer uit de familie Psolidae.
De wetenschappelijke naam van de soort werd in 1893 gepubliceerd door Hubert Ludwig.